# 佐佐木勝彦
佐佐木 勝彦（ささき かつひこ、1968年5月29日 - ）は、日本の漫画家。岩手県上閉伊郡大槌町吉里吉里出身。

## 来歴・人物
「ナガイカワ」でミスターマガジン新人賞を獲りデビュー。1994年に月刊少年マガジン誌上で「何なら俺に話してみろ!」を連載開始。1998年から同じく月刊少年マガジンで「花鳥風月紆余曲折」を連載。また、2005年まで大槻ケンヂの自伝的小説、「グミ・チョコレート・パイン」を漫画化していた。インディーズバンド「フキダシ帝国」にも所属している。
下ネタや毒の強いブラックユーモア、時として少年誌とは思えないギャグが盛り込まれている。（ネタに詰まると）作者本人と編集者たちのやり取りに終始した「内輪ネタ」が描かれることがある。

## 師匠
- 田辺節雄

## アシスタント
- 清水沢亮（現・清水沢まこと）

## 作品リスト
- ナガイカワ（1991年、講談社） ※「何なら俺に話してみろ」1巻に同時収録
- 何なら俺に話してみろ（1994年 - 1999年、講談社）
- 吉里吉里わかめ劇場（1997年 - 1998年、講談社） ※「花鳥風月紆余曲折」2巻に同時収録
- 花鳥風月紆余曲折（1998年 - 2009年、講談社）
- グミ・チョコレート・パイン（2000年 - 2005年、講談社） ※大槻ケンヂ原作。清水沢亮と共著
- 月刊ダイゲン（2010年、講談社） ※「祝手良牛」名義で発表
- 地震のハナシ（2011年 - 、講談社）